# Lista Słowaków w polskiej lidze żużlowej
Zawodnicy ze Słowacji w lidze żużlowej w Polsce
Uwaga! Niektórzy z zawodników mimo podpisanych umów nie wystąpili w żadnym oficjalnym meczu ligowym swoich drużyn. Stan na 2023 rok.
(nazwiska w kolejności alfabetycznej)
| Nazwisko                   | Klub                     | Rok       |
| -------------------------- | ------------------------ | --------- |
| Gašpar Forgáč, ur. 1967    | Unia Tarnów              | 1990      |
|                            |                          |           |
| Jaroslav Gavenda, ur. 1960 | Śląsk Świętochłowice     | 1991–1993 |
| Jaroslav Gavenda, ur. 1960 | Śląsk Świętochłowice     | 1996      |
| Jaroslav Gavenda, ur. 1960 | Wanda Kraków             | 1997      |
|                            |                          |           |
| Jan Halabrin               | KMŻ Lublin               | 2010      |
|                            |                          |           |
| David Pacalaj              | Wilki Krosno             | 2019      |
|                            |                          |           |
| Martin Vaculík, ur. 1990   | KSŻ Krosno               | 2006–2007 |
| Martin Vaculík, ur. 1990   | Stal Rzeszów             | 2008      |
| Martin Vaculík, ur. 1990   | Wybrzeże Gdańsk          | 2009      |
| Martin Vaculík, ur. 1990   | Unia Tarnów              | 2010–2015 |
| Martin Vaculík, ur. 1990   | KS Toruń                 | 2016      |
| Martin Vaculík, ur. 1990   | Stal Gorzów Wielkopolski | 2017–2018 |
| Martin Vaculík, ur. 1990   | Falubaz Zielona Góra     | 2019–2020 |
| Martin Vaculík, ur. 1990   | Stal Gorzów Wielkopolski | 2021-     |
|                            |                          |           |
| Jakub Valkovič             | Motor Lublin             | 2022      |